# Avatar (groupe)
Pour les articles homonymes, voir Avatar.
Avatar est un groupe suédois de death metal mélodique, originaire de Göteborg. Formé en 2001, il joue plusieurs genres, notamment du death metal mélodique, du groove metal, ainsi que du heavy metal.

## Biographie

### Années 2000
Le groupe est formé en 2001 par les actuels batteur John Alfredsson et guitariste Jonas « Kungen » Jarlsby. Après un turbulent départ, le groupe termine sa formation en 2003, et restera le même pendant huit années. Après plusieurs changements de formation, le groupe publie deux démos EP en 2004 : Personal Observations le 18 janvier 2004 et 4 Reasons to Die le 19 novembre 2004.
Le 25 janvier 2006, Avatar publie son premier album, Thoughts of No Tomorrow, composé de 11 morceaux, le tout d'une durée de 40:06 minutes. Il atteint la 47e place des classements suédois. Schlacht est le deuxième album du groupe. Il est publié le 29 octobre 2007 et atteint la 27e position des ventes d'albums en Suède. Björn Gelotte du groupe In Flames contribue à un solo de guitare sur le morceau Letters from Neverend. Cet album, produit par Markus Tagaris, comprend 12 morceaux, le tout d'une durée de 38:59 minutes. Ils tournent ensuite en Europe aux côtés d'Impaled Nazarene, Evergrey, et In Flames.
Le 20 novembre 2009 sort le troisième album éponyme du groupe, Avatar. Il est publié en Suède, et atteint la 36e position des ventes nationales. Il sort en Allemagne et en Suisse le 26 mars 2010, et une sortie au Japon est prévue le 19 mai de la même année.
Le 19 avril 2014 ils se produisent pour leur première tournée en tête d'affiche en France en commençant leurs dates par un show magistral en compagnie de KILLUS et F.o.D.T en Saône et Loire.

### Années 2010

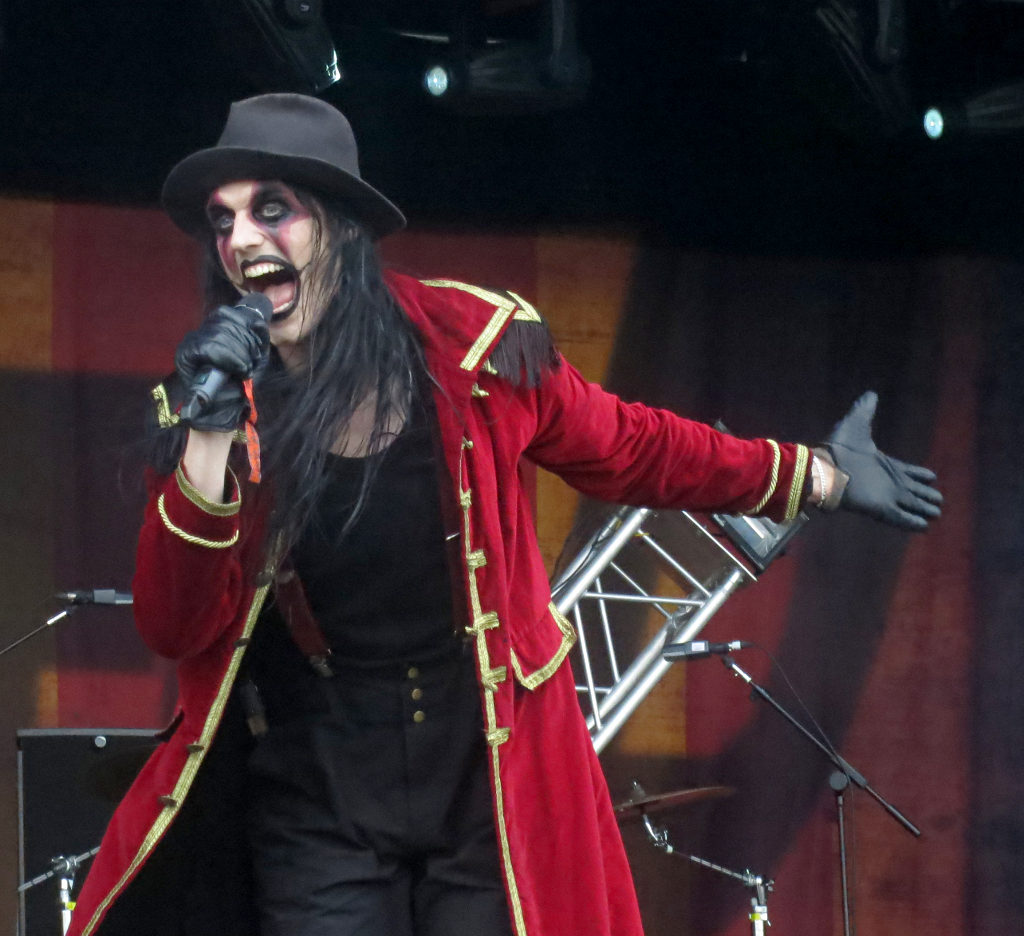
Avatar se produisant à Bloodstock Open Air, en 2014.

En janvier 2010, le groupe signe avec Sony Music pour la sortie de leur dernier album le 26 mars 2010. Le même mois, le clip musical de Queen of Blades est posté sur le site du groupe. Blizzard Entertainment partage alors cette vidéo sur leurs pages Facebook et Twitter. En effet, la chanson parle du personnage Sarah Kerrigan de leur jeu-vidéo Starcraft. Depuis, le groupe a alors gagné en popularité et en appréciation dans la communauté des joueurs du jeu. Ils annoncent leur tournée à Storsjöyran et avec Warrior Soul (mars-avril 2010), Dark Tranquillity (octobre-novembre 2010), et Helloween (décembre 2010-janvier 2011). En décembre 2011, le guitariste Simon Andersson quitte la bande, se faisant remplacer par Tim Öhrström.
Le 25 janvier 2012 sort Black Waltz en Europe. Il atteint la 25e position sur les ventes du pays natif d'Avatar. L'album fut réalisé aux États-Unis en février 2014. Black Waltz marque la première apparition du « Clown », mascotte du groupe, désormais régulièrement porté par Johannes Eckerström. Vers fin 2013, les membres du groupe passent un mois en Thaïlande afin de tourner un album dont la sortie est prévue pour 2014.
Le 11 mars 2014, le groupe annonce que leur cinquième album se nommera Hail the Apocalypse. L'album sort le 13 mai 2014. Le premier morceau éponyme de l'album, sort le 17 mars et est accompagné d'un clip vidéo. Ce nouvel album est produit par Tobias Lindell et mixé par Jay Ruston. Depuis la sortie de Hail the Apocalypse, le groupe tourne aux États-Unis et en Europe dans des festivals comme le Rock on the Range 2014 et au Louder than Life,. Le clip de la chanson Vultures Fly est publié le 26 janvier 2015 et est classé comme meilleure vidéo rock par Loudwire,. Avatar entame ensuite une tournée américaine en avril 2015 qui comprend des apparitions de Five Finger Death Punch et Mushroomhead,,.
Le 6 mai 2015, Avatar est annoncé pour le Shiprocked. Avatar revient aux États-Unis pour un concert en tête d'affiche entre août et septembre 2015 avec Gemini Syndrome et First Decree, et en janvier et février 2016 avec September Mourning avant de revenir en Suède pour écrire une suite de l'album Hail the Apocalypse. Sylvia Massy est annoncée à la production de l'album, qui sera enregistré dans trois studios en Europe,. Vers la fin 2015, Avatar est annoncé dans plusieurs festivals en 2016, comme le Rock on the Range et le Carolina Rebellion.

### Feathers and Flesh
Le groupe annonce le 6 novembre 2015 sur Facebook qu'ils travaillaient sur un nouvel album. Avatar annonce l'album Feathers and Flesh le 3 mars 2016, pour une sortie prévue le 13 mai 2016. L'annonce est accompagnée d'un single et de sa vidéo, For the Swarm. Le groupe publiera plus tard plusieurs autres morceaux en avance : Regret et House of Eternal Hunt dans un même vidéoclip le 16 mars 2016, The Eagle has Landed le 24 mars 2016, puis Tooth, Beak and Claw le 16 avril 2016.

### Avatar Country
Le groupe sort son septième album, Avatar Country, le 12 janvier 2018. Deux clips sont publiés sur YouTube avant la sortie de l'album, il s'agit de A Statue of the King (24 octobre 2017), ainsi que The Kings Wants you (19 décembre 2017). Un troisième clip est publié 4 mois après la sortie de l'album, c'est celui de The King Welcomes You to Avatar Country le 23 mai 2018. Il s'agit du deuxième Album Concept du groupe qui cette fois ci, s'organise autour de la personne du "King", soit de Jonas Jarlsby. Le surnom de ce dernier est Kungen, signifiant "le roi". Chaque titre de chanson contient le mot "King". De plus l'album contient deux instrumentales qui clôturent l'album ainsi qu'un discours du King au milieu de l'album (track 6). La mise en avant de Jonas, permet une nouvelle mise en scène durant les nombreux concerts de la tournée d'Avatar Country.
Le 29 octobre 2018, le groupe publie une vidéo en ligne d'une trentaine de secondes, proposant aux fans de devenir de "vrais citoyens" d'Avatar Country en prenant part au financement participatif mis en place sur la plateforme Kickstarter, afin de réaliser un long-métrage de l'Album. L'objectif seuil de 50 000 $ est atteint en quelques heures alors que la période financement dure 20 jours. Finalement, 1 701 contributeurs participent à financer le projet qui finira sur-financé à hauteur de 188 259$ le 19 novembre suivant.
Le film Avatar Country : A Metal Odyssey sort en février 2020 sur le site internet Avatarcountry.com en avant première, réservée au contributeurs du projet. Il est ensuite publié sur YouTube le 5 mars 2020.
Peu de temps après, le groupe annonce être retourné en studio et travailler sur leur huitième opus. Le 1er mai 2020, ils publient une vidéo intitulée A Farewell to Avatar Country dans laquelle ils expliquent qu'il est temps de tourner la page pour avancer vers de nouveaux projets. Ils en profitent pour glisser un indice concernant le nom du nouvel album à paraître en terminant cette vidéo par "Now, we must ask... will you hunt with us ?" pour "à présent, nous devons demander... Allez-vous chasser avec nous ?".

### Hunter Gatherer
Le 14 mai 2020, Avatar publie le premier morceau de son 8ème album : Silence In The Age Of Apes. Très attendu par la communauté, le titre dépasse le million de vue en moins de 3 semaines.
Le second titre dévoilé (4ème de l'album) : God Of Sick Dreams, est publié le 12 juin 2020.
Le troisième et dernier morceau à être dévoilé avant la sortie de l'album est Colossus. C'est la deuxième track de l'album, le clip est publié le 9 juillet 2020 et atteint également le million de vues sur YouTube en quelques semaines.
Hunter Gatherer est publié le 7 Août 2020. Il est considéré par Loudwire comme l'un des meilleurs albums metal de 2020.
Le chanteur Corey Taylor (Slipknot, Stone Sour) est invité sur cet album. On entend sa voix saturée puissante reprendre "Colossus Arise" à la fin du titre Colossus. C'est également lui qui siffle sur l'introduction du titre A Secret Door.
Le 31 août et le premier septembre 2021, Avatar dévoilent deux nouveaux morceaux, respectivement Going Hunting et Barren Cloth Mother. Le premier de ces deux titres est éponyme de leur tournée démarrée le jour suivant aux USA. Il s'agit de leur retour sur scène post crise Covid-19.
C'est également l'occasion pour le groupe d'annoncer la création de leur propre label, Black Waltz Records.
Le 29 octobre 2021, le groupe publie un nouveau titre intitulé So Sang The Hollow. La description de la video sur Youtube (clip vizualiser) figure la phrase "Happy Halloween from Avatar!" et semble dévoiler un potentiel visuel pour la pochette de l'album en cours de préparation.
Le groupe publie également un nouveau titre intitulé Construction of Souls le 26 novembre 2021 ainsi que Cruel and Unusual le 31 décembre 2021.

### Dance Devil Dance
En juin 2022, Avatar commence à travailler sur son neuvième album studio, Dance Devil Dance, qui sort le 17 février 2023.

## Image
Depuis leur album Black Waltz le groupe décide d'aborder un visuel inspiré du Cirque traditionnel et de tous ses dérivés (fanfaristes, troubadours ou militaires). Tout d'abord avec la naissance du Clown, mais aussi en faisant évoluer leurs tenues scéniques d'album en album. Sans doute afin de mieux saisir les thématiques intrinsèquement liées à ces derniers. Cependant, malgré toutes ses différentes tenues, le Clown a toujours en sa possession, au début des concerts et sur les photos promotionnelles, un chapeau de type Fédora noir ainsi qu'une canne avec un pommeau en forme de tête de mort[réf. nécessaire].
Black Waltz est le premier album où le Clown apparaît. Lors des représentations scéniques, il est alors vêtu d'un pantalon militaire, de bottes montantes, de bretelles rouges, ainsi que d'un long manteau de cuir noir. Tandis que les autres membres du groupe sont simplement vêtus de noir (Cabans, vestes, débardeurs)[réf. nécessaire].
Deux ans plus tard en 2014, les membres du quintet sortent Hail the Apocalypse, leur cinquième album. Cette fois, le Clown se retrouve affublé d'un manteau de velours rouge à épaulettes couleur or et noir. Les membres, eux, portent des uniformes de fanfare de différentes couleurs, mais toujours sur le même modèle : quatre rangées verticales de boutons reliés entre eux par des ornements dorés, également présents sur les manches des costumes.
Feathers and Flesh, le sixième album du groupe sort officiellement le 13 Mai 2016. Il s'agit d'un Album-Concept centré sur les aventures d'une chouette tentant d'empêcher le lever du soleil. Concernant le visuel, les membres portent tous le même costume, sauf le chanteur qui, au lieu d'arborer un veston rouge unicolore comme les autres musiciens, en porte un rouge et jaune rayé verticalement ; une redingote noire et des chaussettes montantes à pompons également rouges et jaune, rappelant les tenues traditionnelles suédoises ; pays dont sont originaires les membres.

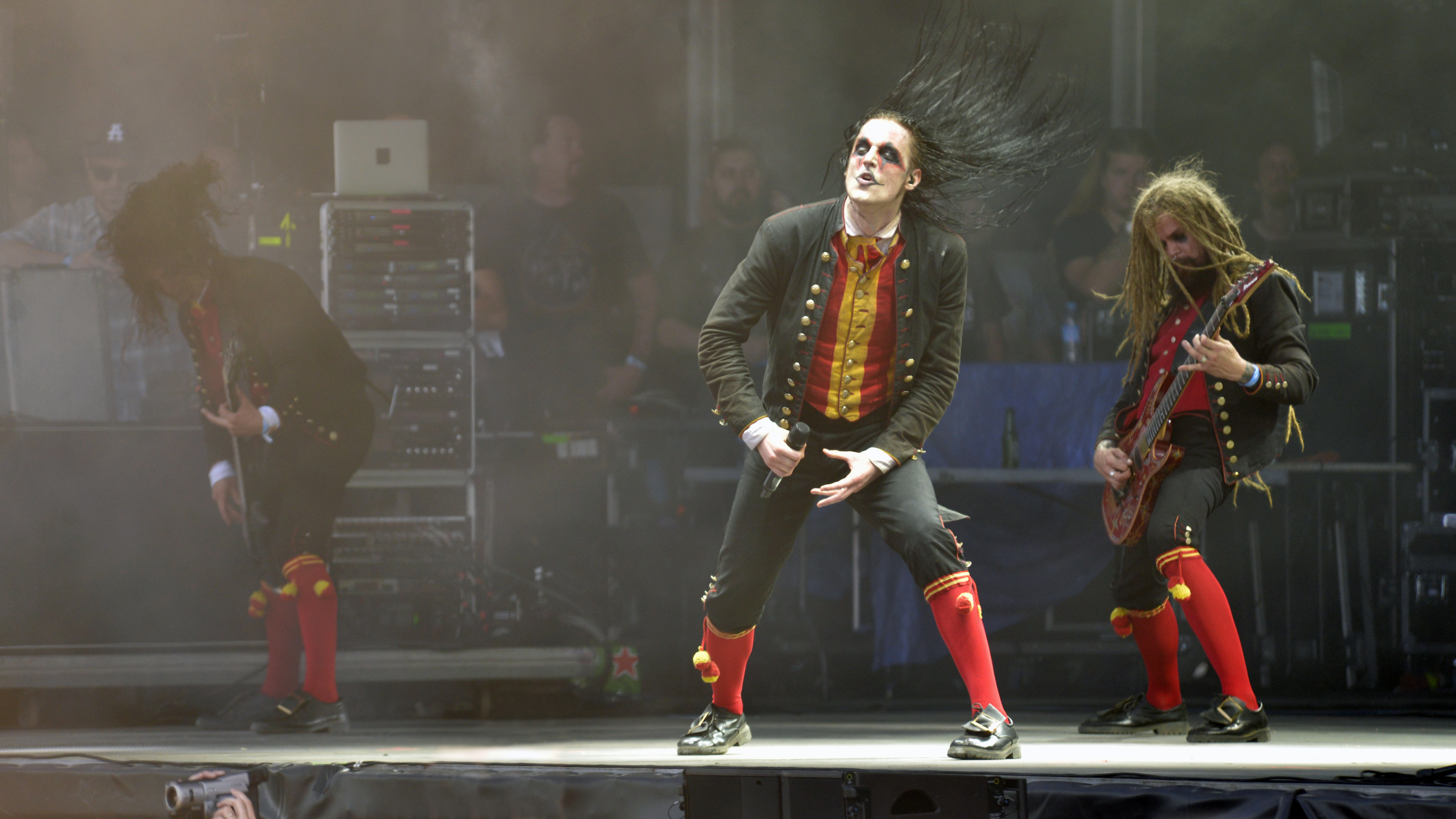
Avatar au Hellfest 2017.

### Costumes en concert
Avatar étant un groupe très théâtralisé, les concerts doivent en être de même : Pour cela les membres usent de costumes inédits pour les représentations, comme d'une longue robe noire à ceinture et manches rouge pour la chanson Queen of Blades dans la période "Black Waltz", qui se troquera par une robe de théâtre plus grande avec de longues traines aux omoplates aux concerts de la période "Hail the Apocalypse".

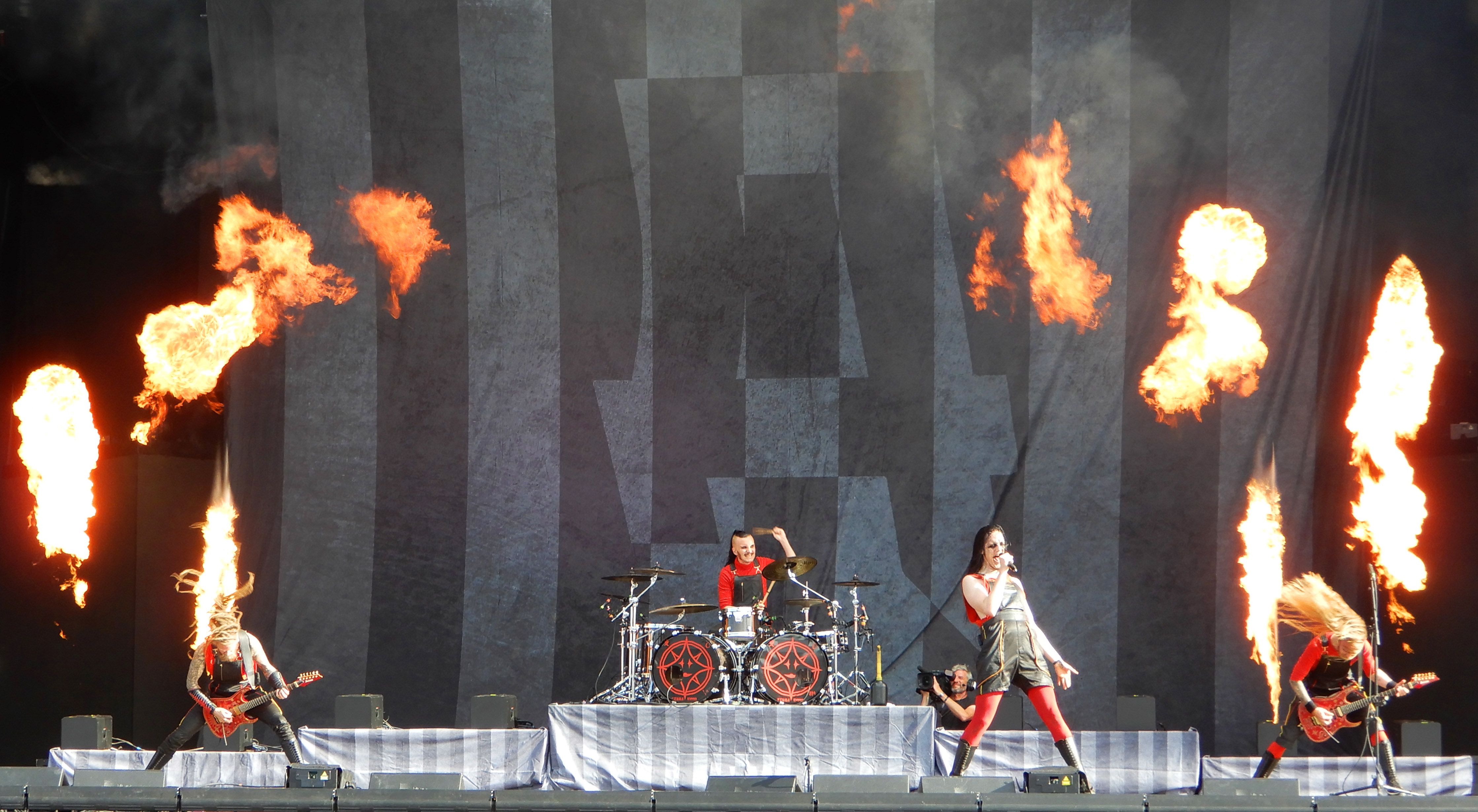
Avatar au Hellfest 2022

De même, pendant les concerts destinés à promouvoir Feathers and Flesh dans laquelle Johannes Eckerström revêtait le costume type d'un Clown blanc, pour la chanson Fiddler's Farewell.

## Membres

### Membres actuels
- Johannes Michael Gustaf Eckerström - chant (depuis 2001)
- Jonas « Kungen » Jarlsby - guitare (depuis 2001)
- Tim Öhrström - guitare (depuis 2012)
- Henrik Sandelin - basse (depuis 2001)
- John Alfredsson - batterie (depuis 2001)

### Ancien membre
- Simon Andersson - guitare (2001-2012)

## Discographie

### Démo
- 2003 : Personal Observations

### EP
- 2004 : 4 Reasons to Die
- 2011 : Black Waltz EP